# Jonathan Edwards (sportowiec)
Jonathan David Edwards (ur. 10 maja 1966 w Londynie) – brytyjski lekkoatleta, specjalista od trójskoku. Wielokrotny medalista wielkich światowych imprez lekkoatletycznych, do niego należy aktualny rekord świata w tej konkurencji.

## Życiorys
Edwards, pochodzący z religijnej, protestanckiej rodziny (jego ojciec jest pastorem), odmawiał początkowo startów w niedzielę. Ta decyzja kosztowała go m.in. utratę szansy zdobycia medalu podczas mistrzostw świata w 1991 w Tokio. Jednak po wielu dyskusjach z ojcem, zmienił zdanie, stwierdzając, że otrzymał od Boga dar, który musi wykorzystać. Tym razem podczas mistrzostw w 1993 w Stuttgarcie wystąpił, chociaż runda kwalifikacyjna odbywała się właśnie w niedzielę. W finale zajął ostatecznie trzecie miejsce. Wcześniej w tym roku, na halowych mistrzostwach świata w Toronto był siódmy. Na mistrzostwach Europy w 1994 w Helsinkach zajął 6. miejsce. Zdobył srebrne medale na igrzyskach Wspólnoty Narodów w 1990 w Auckland i w 1994 w Victorii.
Do historii lekkoatletyki przeszedł występ Edwardsa podczas mistrzostw świata w 1995 w Göteborgu, kiedy to w pierwszym swoim skoku w finale konkursu jako pierwszy trójskoczek w historii pokonał barierę 18 m (18,16 m). Nowy rekord świata przetrwał 20 minut, kiedy to Edwards skoczył jeszcze dalej, osiągając odległość 18,29 m.
Na swych trzecich igrzyskach olimpijskich w 1996 w Atlancie (w Seulu w 1988 i w Barcelonie w 1992 odpadał w eliminacjach) Edwards zdobył srebrny medal, przegrywając z Kennym Harrisonem z USA. Podobnie srebrny medal wywalczył na mistrzostwach świata w 1997 w Atenach (tym razem przegrał z Yoelbim Quesadą z Kuby). W 1998 zwyciężył na halowych mistrzostwach Europy w Walencji oraz na mistrzostwach Europy w Budapeszcie. Na mistrzostwach świata w 1999 w Sewilli zajął 3. miejsce.
W wieku 34 lat zdobył złoty medal na igrzyskach olimpijskich w 2000 w Sydney. Na halowych mistrzostwach świata w 2001 w Lizbonie został srebrnym medalistą. Zwyciężył na mistrzostwach świata w 2001 w Edmonton. Także na igrzyskach Wspólnoty Narodów w 2002 w Manchesterze zajął 1. miejsce. Na mistrzostwach Europy w 2002 w Monachium zdobył brązowy medal. Zajął 4. miejsce na halowych mistrzostwach świata w 2003 w Birmingham. Po nieudanym występie na mistrzostwach świata w 2003 (12. miejsce) podjął decyzję o zakończeniu kariery.
Były trójskoczek prowadził religijny program muzyczny Songs of Praise w brytyjskiej telewizji BBC. Jednak w lutym 2007 ogłosił, że utracił wiarę w Boga i zakończył współpracę z tym programem.
Najdłuższe zmierzone skoki w swojej karierze oddał w Lille w 1995 – uzyskał wówczas wyniki 18,39 m oraz 18,43 m, jednakże obie próby zostały wykonane przy zbyt silnym wietrze (ponad 2 m na sekundę w plecy) i nie zostały uznane jako rekordy świata.